# Aušrinė
Aušrinė, též Aušrà „úsvit, svítání, ranní červánky“, je litevská bohyně úsvitu, která zahajuje každý den zapalováním slunečního ohně. Jejím lotyšským protějškem je Auseklis.
Polský učenec Jan Łasicki v 16. století uvedl, že Ausca dea est radiorum solis veloccumbentis vel supra horizontem ascendentis, tedy Auska, je bohyně slunečních paprsků, buď zapadajících, nebo stoupajících nad obzor. Podle Martina L. Westa je její patronát i nad západem slunce nejspíše chybou Łasického. Jedna litevská píseň zmiňuje, že na její svatbu dorazil hromovládce Perkūnas, rozrazil vrata a rozbil sluneční dub.
Její pravýchodobaltské jméno lze rekonstruovat jako *Auštrā, příbuzné je lotyšské Auštra stejného významu a mimo baltské jazyky pak staroslověnské za ustra „brzy ráno, z jitra“, védské uṣrā́ „ranní světlo, ráno“ nebo starořecké αὔριον aurion „ráno“, bez vloženého -r- pak například jména bohyň úsvitu jako je védská Ušas, řecká Éós a latinská Aurora.
Aušra je také litevské ženské jméno, mezi jehož nositelky patří například Aušra Augustinavičiūtė a Aušra Maldeikienė, a název prvního časopisu který byl vydáván v litevštině. Aušrinė se také používá jako ženské jméno, příkladem je Aušrinė Armonaitė.